# 蜂蜜 (映画)
『蜂蜜』（はちみつ、Bal）は、2010年のトルコ映画。第60回ベルリン国際映画祭において、金熊賞を受賞した。
『卵』（Yumurta）、『ミルク』（Süt）に続くユスフ3部作の第3作。

## キャスト
- ユスフ - ボラ・アルタシュ
- ヤクプ - エルダル・ベシクチオール
- ゼーラ - トゥリン・オゼン